# Matt Bomer
Matthew Staton Bomer (sinh ngày 11 tháng 10 năm 1977) là một diễn viên, nhà sản xuất, đạo diễn và ca sĩ người Mỹ. Anh là người nhận được nhiều giải thưởng như Giải Quả cầu vàng và đã được đề cử cho Giải Primetime Emmy.
Năm 2000, anh ra mắt truyền hình với bộ phim truyền hình dài tập All My Children. Bomer tốt nghiệp Đại học Carnegie Mellon với bằng Cử nhân Mỹ thuật vào năm 2001, ngay sau đó, anh là khách mời định kỳ trên một số chương trình truyền hình bao gồm Tru Calling.
Năm 2005 Bomer ra mắt bộ phim trong bộ phim kinh dị kỳ bí Flightplan, sau đó vào năm 2007 đã được công nhận với vai diễn định kỳ trong loạt phim truyền hình NBC Chuck. Năm 2009 chứng kiến Bomer hạ cánh sau đó là vai chính của kẻ lừa đảo và tên trộm Neal Caffrey trong loạt phim White Collar của USA Network với loạt phim kéo dài đến năm 2014. Bomer đã tham gia vào các vai phụ trong bộ phim kinh dị khoa học viễn tưởng In Time năm 2011, bộ phim hài kịch năm 2012 Magic Mike và phần tiếp theo năm 2015 của nó, bộ phim truyền hình siêu nhiên Winter's Tale năm 2014 và bộ phim tân noir năm 2016 The Nice Guys. Năm 2015, anh giành được giải Quả cầu vàng và được đề cử cho giải Primetime Emmy khi vào vai một nhà văn đã từng đóng phim của The New York Times trong bộ phim tâm lý The Normal Heart kể về sự gia tăng của cuộc khủng hoảng HIV-AIDS ở thành phố New York. Bomer làm khách mời trong mùa thứ tư của loạt phim kinh dị American Horror Story của FX. Anh sau đó đã được nâng cấp thành dàn diễn viên chính trong mùa thứ năm. Năm 2017, anh nhận được nhiều lời khen ngợi cho màn trình diễn của mình trong các bộ phim tâm lý Walking Out, Anything và bộ phim hài - chính kịch năm 2018 Papi Chulo. Anh hiện đóng vai Larry Trainor trong loạt phim Doom Patrol của DC Universe, được công chiếu vào năm 2019.
Trên sân khấu, Bomer đã đóng vai chính trong vở kịch 8 của Dustin Lance Black ở Broadway, và tại Nhà hát Wilshire Ebell ở Los Angeles trong vai Jeff Zarrillo, một nguyên đơn trong vụ kiện liên bang lật ngược Đề xuất 8 của California. Năm 2018, anh đóng vai chính trong sự hồi sinh của Mart Crowley vở kịch The Boys in the Band trên sân khấu Broadway với vai Donald.

## Tiểu sử
Matthew Bomer sinh ra tại Webster Grove, bang Missouri. Cha mẹ của anh là ông John O'Neill Bomer IV và bà Elizabeth Macy (nhũ danh: Staton)..
Matt Bomer được biết nhiều đến khi tham gia những bộ phim điện ảnh độc lập và các loạt phim truyền hình. Các giải thưởng của Bomer bao gồm giải Quả cầu vàng và một đề cử giải thưởng Primetime Emmy.
Năm 1995, Bomer lần đầu xuất hiện trên sân khấu chuyên nghiệp với vai Young Collector trong một tác phẩm của Tennessee Williams - A Streetcar Desire. Sau khi tốt nghiệp Đại học Carnegie Mellon, anh là một ngôi sao khách mời thường xuyên trong một số chương trình truyền hình, bao gồm phim Guiding Light. Anh cũng tham gia vở kịch Roullete của Paul Weitz năm 2003.
Matt Bomer xuất hiện lần đầu tiên trong bộ phim điện ảnh Flightplan (2005), và được khen ngợi với vai diễn thường xuyên trong loạt phim truyền hình Chuck của NBC. Năm 2005, Bomer được chọn vào vai chính Clark Kent trong bom tấn điện ảnh Superman Returns nhưng sau đó bị gạch tên. Theo một số nguồn tin tiết lộ, lý do Bomer không được đóng vai siêu nhân vì Bomer là người đồng tính. Từ năm 2009 đến năm 2014, Bomer vào vai chính tên trộm Neal Caffrey trong loạt phim truyền hình ăn khách White Collar ("Cổ cồn trắng"). Bomer đóng vai phụ trong các phim kinh dị khoa học viễn tưởng In Time năm 2011, phim hài kịch Magic Mike năm 2012 và phần tiếp theo năm 2015, Winter's Tale năm 2014, The Nice Guys năm 2016.... Bomer đã giành được giải Quả cầu vàng và nhận được đề cử giải Primetime Emmy cho vai phụ Felix Turner trong phim truyền hình The Normal Heart (2014) của hãng HBO. Bomer xuất hiện với tư cách khách mời trong mùa thứ tư của loạt phim kinh dị American Horror Story. Sau đó anh được đưa lên làm diễn viên chính trong mùa thứ năm. Diễn xuất của anh được khen ngợi khi đảm nhận các vai chính trong bộ phim Walking Out (2017) và Anything (2017)....
Năm 2011, Matt Bomer kết hôn với bạn trai Simon Halls - CEO của 1 công ty truyền thông ở Hollywood và có ba con trai.

## Danh sách phim

### Điện ảnh
|  | Tô vàng đánh dấu phim chưa phát hành |

| Phim                                       | Năm  | Vai                   | Đạo diễn                | Ghi chú       | Chú thích |
| ------------------------------------------ | ---- | --------------------- | ----------------------- | ------------- | --------- |
| War Birds: Diary of an Unknown Aviator     | 2003 | John McGavock Grider  | Robert Clem             | Phim tài liệu | [ 5 ]     |
| Flightplan                                 | 2005 | Eric                  | Robert Schwentke        |               | [ 6 ]     |
| The Texas Chainsaw Massacre: The Beginning | 2006 | Eric Hill             | Jonathan Liebesman      |               | [ 7 ]     |
| In Time                                    | 2011 | Henry Hamilton        | Andrew Niccol           |               | [ 8 ]     |
| Magic Mike                                 | 2012 | Ken                   | Steven Soderbergh       |               | [ 9 ]     |
| 8                                          | 2012 | Jeff Zarrillo         | Rob Reiner              |               | [ 10 ]    |
| Superman: Unbound                          | 2013 | Superman / Clark Kent | James Tucker            | Lồng tiếng    | [ 11 ]    |
| Winter's Tale                              | 2014 | Bố của Peter          | Akiva Goldsman          |               | [ 12 ]    |
| Space Station 76                           | 2014 | Ted                   | Jack Plotnick           |               | [ 13 ]    |
| Magic Mike XXL                             | 2015 | Ken                   | Gregory Jacobs          |               | [ 14 ]    |
| The Nice Guys                              | 2016 | John Boy              | Shane Black             |               | [ 15 ]    |
| The Magnificent Seven                      | 2016 | Matthew Cullen        | Antoine Fuqua           |               | [ 16 ]    |
| Walking Out                                | 2017 | Cal                   | Alex Smith Andrew Smith |               | [ 17 ]    |
| Anything                                   | 2017 | Freda Von Rhenburg    | Timothy McNeil          |               | [ 18 ]    |
| Jonathan                                   | 2018 | Ross Craine           | Bill Oliver             |               | [ 19 ]    |
| Vulture Club                               | 2018 | Sam                   | Maryam Keshavarz        | Hậu kỳ        | [ 20 ]    |
| Papi Chulo                                 | 2018 | Sean                  | John Butler             | Hậu kỳ        | [ 21 ]    |
| B.O.O.: Bureau of Otherworldly Operations  | TBA  | TBA                   | Tony Leondis            | Lồng tiếng    | [ 22 ]    |